# Atelier monétaire de Contrebia Belaisca
L'atelier monétaire de Contrebia Belaisca est la désignation traduite de l'écriture ibérique sur certaines monnaies de bronze celtibères frappées à la première ère romaine en Hispanie, dont l'atelier, selon les hypothèses les plus acceptées de la communauté scientifique, est situé dans un oppidum appelé Konterbia Belaiska ou Contrebia Belaisca.

## Métaux et émissions
Contrebia Belaisca frappe deux monnaies. La première, dans un style plus classique, à la fin du IIe siècle av. J.-C. La seconde, de style plus grossier, au début du Ier siècle av. J.-C. Toutes les deux portent les initiales BE L sur l'avers, et l'épigraphe Konterbakom sur le revers, qui peut se traduire par un génitif : « de ceux de Konterbia ».

## Métrologie
Malgré la présence de légendes indigènes, sa métrologie est basée sur le système romain avec des unités équivalentes aux as romains et leurs divisions : semis et quadrans (quartiers). Il faut cependant garder à l'esprit que les véritables dénominations que ces peuples donnent à leurs propres monnaies sont inconnues, ce qui conduit à l'utilisation - peut-être à tort - de la terminologie romaine pour mentionner les valeurs indigènes selon leur poids et leur module. L'unité, équivalente à l'as, mesure généralement entre 22 mm et 24 mm et son poids varie entre 9,10 g et 7,51 g. Un semi peut mesurer entre 19 mm et 20 mm et peser 5,02 g, et un quadran peut mesurer 15 mm et peser 1,9 g.

## Dispersion
Ces pièces se trouvent plus fréquemment dans l'actuelle province de Saragosse, à Teruel, et quelques-unes aussi dans les provinces de Guadalajara et de Cuenca. Dans ces provinces espagnoles, comme dans une bonne partie de celles qui se situent aujourd'hui dans l'ancienne province romaine d'Hispanie citérieure, une tête masculine apparaît toujours sur l'avers et sur le revers un cavalier portant une lance. Sur le revers des monnaies de bronze de semis et de quadrans, le cavalier est remplacé par un cheval et un croissant de lune. La légende de Konterbakom susmentionnée apparaît sur tous les revers en caractères ibériques.
Guillermo Fatás Cabeza émet l'hypothèse que dans chaque région de la Celtibérie il y a une sorte de « capitale fédérale » qui serait l'unique cité dudit territoire à produire des émissions en argent. Dans le cas de Konterbia, cette fonction serait explicite dans le propre nom de la ville, selon les auteurs mettent en avant la possibilité que Contrebia Belaisca puisse se traduire en latin par Conventus Bellorum ou une « réunion des Belli » ; ce qui signifie que Contrebia Belaisca serait la ville principale des Belli.
Des pièces ont l'épigraphe Belaiskom (des Belli). Miguel Beltrán Lloris considère qu'elles appartiennent également à Konterbia Belaiska, bien que leurs découvertes ont été faites jusqu'à présent ont Osma et Cervera del Río Alhama.

## Iconographie
Les émissions de la fin du IIe siècle av. J.-C. montrent sur l'avers une tête virile tournée vers la droite, coiffée en « boucles », avec trois boucles derrière l'oreille. À droite, devant la tête, un dauphin est visible. Derrière, à gauche, en signes ibériques, l'inscription BEL. Sur le revers, un cavalier avec une lance, chevauchant à droite. Au-dessous, l'inscription en ibère Konterbakom.
Les émissions du Ier siècle av. J.-C. montrent sur l'avers une tête masculine à droite, avec une coiffure à deux niveaux. Devant, dauphin, derrière les caractères ibériques BEL. Sur le revers, un cavalier avec une lance à droite. Le signe BA de l'inscription apparaît légèrement incurvé. Dans les semis et les quadrans, le cavalier est remplacé par un cheval galopant vers la droite, et au-dessus, un croissant entre deux globules pour les semis ou trois globules pour les quadrans.

## Annexe

#### Ouvrage
- (es) Carmen Alfaro Asins, Alicia Arévalo González, M. Campo Díaz, Francisca Chaves Trístan, Almuneda Dominguez Arranz et Pere Pau Ripollés Alegre, Historia monetaria de Hispania antigua, Madrid, 1998. .
- (es) Antonio Delgado y Hernández, Nuevo Método de clasificación de las medallas autónomas de España, t. III, Séville, 1876 (lire en ligne). .
- (es) Guillermo Fatás Cabeza, Apuntes sobre la organización política de los celtíberos, Saragosse, 1986. .
- (es) Francisco Villar, María Antonia Díaz Sanz, Manuel Medrano Marqués et Carlos Jordán Cólera, El IV bronce de Botorrita (Contrebia Belaisca) : arqueología y lingüística, Salamanque, Ediciones Universidad de Salamanca, 2001. .
- (es) Leandre Villaronga, Corpus Nummun Hispaniae ante Augusti Aetatem, Madrid, 1994. .

#### Articles
- (es) Miguel Beltrán Lloris, « Problemas en torno a la ciudad de Conterbia Belaisca », Numisma, revista de la sociedad iberoamericana de estudios numismáticos, nos 138-143,‎ 1976, p. 71-84 (lire en ligne, consulté le 24 février 2022). .
- (es) Marco Luis Royo Ortin, « La Moneda en el Aragón Romano », Numisma,‎ 2008, p. 1-40 (lire en ligne, consulté le 24 février 2022). .